# Асиміляція (біохімія)
Асиміля́ція, анаболі́зм, пластичний обмін (лат. assimilo — уподібнюю — уподібнення, злиття, засвоєння) — в біології — синтез речовин, необхідних для життєдіяльності організму.
Асиміляція та нерозривно зв'язаний з нею протилежний процес — дисиміляція — лежать в основі найважливішої властивості живої матерії — обміну речовин. Характер цих безперервних процесів визначає життєвість і розвиток організму.

## Значення
Завдяки асиміляції організм будує своє тіло за рахунок навколишнього середовища; ріст організму можливий, якщо асиміляція переважає над дисиміляцією.
Суть асиміляції в основному зводиться синтезу всіх необхідних для життєдіяльності організму речовин певним шляхом, що склався у процесі еволюції. Так, у автотрофних організмів при асиміляції складні органічні сполуки синтезуються з неорганічних, наприклад, при фотосинтезі відбуваєть асиміляція зеленими рослинами вуглеводів з вуглекислоти повітря й води. У гетеротрофних організмів,

## Характер
Особливості організмів, набуті у процесі еволюції, визначають характер асиміляції, але зміни асиміляції у свою чергу впливають на природу організмів, змінюючи їхню спадковість.

## Види анаболізму

### Біосинтез білків
| Стадія       | Етапи                  | Значення | |
| ------------ | ---------------------- | --- | --- |
| Транскрипція | Ініціація              | Ініціація потребує наявність субстратів РНК-полімерази — нуклеотидів — та зумовлює утворення перших ланок ланцюга РНК. Перший нуклеотид входить до складу ланцюга, зберігаючи трифосфатну групу, а інші приєднуються до 3’-OH-групи наступного з вивільненням пірофосфату. На стадії ініціації РНК-продукт пов'язаний з матрицею та РНК-полімеразою нещільно, та з високою ймовірністю вивільнюється з комплексу. РНК-полімераза, не залишаючи продукт, знову ініціює РНК (абортивна ініціація). При досягненні довжини ланцюга РНК від 3 до 9 нуклеотидів комплекс стабілізується (також відбувається від'єднання σ-субодиниці, яка зв'язує РНК-полімеразу з промотором). Залежить від факторів транскрипції | |
| Транскрипція | Елонгація              | Синтез всіх видів РНК на відповідній ділянці (матриці) ДНК за допомогою ферменту ДНК-залежної РНК-полімерази, яка будує, за принципом комплементарності, копію одного ланцюга ДНК. ДНК-зв'язувальні білки розплітають молекулу ДНК перед РНК-полімеразою, гістони заплітають позаду неї | |
| Транскрипція | Термінація             | Досягнення РНК-полімеразою стоп-кодону, розрізання РНК, додавання до 3’-кінця транскрипти декілька нуклеотидів аденіну для стабільності транскрипти | |
| Процесинг    |                        | Дозрівання пре-мРНК еукаріот до зрілих мРНК, відбувається безпосередньо під час транскрипції в складі РНК-полімеразного комплексу: кепування (приєднання до 5’ кінця транскрипту модифікованого нуклеотиду за допомогою трифосфатного моста), сплайсинг (відщеплення інтронів за допомогою ферменту сплайсосоми), поліаденілування (приєднання 200—300 залишків аденілової кислоти), редагування мРНК (зміна нуклеотидів в структурі мРНК). | Дозрівання пре-мРНК еукаріот до зрілих мРНК, відбувається безпосередньо під час транскрипції в складі РНК-полімеразного комплексу: кепування (приєднання до 5’ кінця транскрипту модифікованого нуклеотиду за допомогою трифосфатного моста), сплайсинг (відщеплення інтронів за допомогою ферменту сплайсосоми), поліаденілування (приєднання 200—300 залишків аденілової кислоти), редагування мРНК (зміна нуклеотидів в структурі мРНК). |
| Трансляція   | Активація амінокислоти | Амінокислота з'єднується з антикодоном тРНК за рахунок енергії АТФ; утворюється комплекс аміноацил-антикодон тРНК, що зумовлюється ферментом аміноацил-тРНК-синтетазою, що каталізує приєднання амінокислоти до тРНК) та їх перенесення на рибосому; | |
| Трансляція   | Ініціація              | Початок синтезу білка з кодону АУГ, що зумовлюється притягненням малою субодиницею рибосоми комплексу амінокислота-тРНК до цієї послідовності. Кодування першої амінокислоти — метіоніну. Зумовлюється зв'язуванням мРНК (упізнається рибосомою через кепіруваний 5’ кінець.) та тРНК з малою субодиницею внаслідок зміни конформації одного з факторів ініціації (IF2) ГТФ. Після виходу із взаємодії IF1 та IF3 (пригнічує асоціацію з великою субодиницею рибосоми до її зв'язку з мРНК) утворюється зв'язування із комплексом 50S-субодиниці, що зумовлює повну конформацію усього комплексу. Утворюється ФЦР (функціональний центр рибосоми). У ФЦР є два триплети мРНК, що утворюють два центри: А (впізнавання амінокислоти) та П (приєднання амінокислоти до пептидного ланцюга). Метіонін-комплекс переміщується у П-центр рибосоми | |
| Трансляція   | Елонгація              | Синтез білка (транспорт комплексу амінокислота-тРНК до ФЦР. У центрі А — зчитування антикодону тРНК і кодону мРНК, що зумовлює пересування рибосоми на один триплет. У результаті комплекс амінокислота-мРНК-тРНК переміщується у центр П, де відбувається приєднання амінокислоти до пептидного ланцюга. Після цього тРНК залишає рибосому); | |
| Трансляція   | Термінація             | Закінчення синтезу (початок беззмістовних кодонів на мРНК. Роз'єднання амінокислот з мРНК та розпад рибосом на дві субодиниці. Поліпептидний ланцюг занурюється у канал ЕПС і набуває різних типів структур (вторинної тощо)) | |

### Фотосинтез
| Етап          | Суть |
| ------------- | --- |
| Світлова фаза | Світлова фаза — комплекс реакцій, що відбувається під дією фотонів світла на мембранах тилакоїдів: - Збудження хлорофілу та синтез АТФ за рахунок енергії збуджених електронів; - Фотоліз води — розщеплення молекул H2O з утворенням протонів та вільного кисню (ФС2); - Зв'язування йонів H з НАДФ. При потраплянні квантів світла на хлорофіл молекули хлорофілу збуджуються. Збуджені електрони проходять по електронному ланцюгові на мембрані до синтезу АТФ. Одночасно відбувається розщеплення молекул води. Йони H+ сполучаються з відновленим НАДФ (ФС1) за рахунок електронів хлорофілу; виділена при цьому енергія йде на синтез АТФ. Йони O2− віддають електрони на хлорофіл (ФС2) і перетворюються на вільний кисень: H2O + НАДФ + hν → НАДФН + H+ + 1/2O2 + 2АТФ |
| Темнова фаза  | Темнова фаза — фіксація C, синтез C6H12O6. Джерелом енергії є АТФ. У стромі хромопластів (куди надходять АТФ, НАДФН та H+ від тилакоїдів гран та CO2 з повітря) проходять циклічні реакції, у результаті чого є фіксація CO2, його відновлення H (за рахунок НАДФН + H+) та синтез C6H12O6: CO2 + НАДФН + H+ + 2АТФ → 2АДФ + C6H12O6 |

### Біосинтез ліпідів (ліпогенез)
| Етап                               | Суть |
| ---------------------------------- | --- |
| Дигідроацетон-3-фосфат — фосфатиди | Відбувається у цитоплазмі. При відновленні проміжного продукту гліколізу, дигідроксиацетон-3-фосфату, або при фосфорелюванні гліцерину утворюється sn-3-гліцерофосфат. При його етерифікації по С-1 довголанцюговою жирною кислотою утворюються лізофосфатиди, при повторній етерифікації (утворенні складних ефірів з жирних кислот) ненасиченої жирної кислоти по С-2 — фосфатиди, ключові проміжні продукти в біосинтезі ліпідів; |
| Фосфатидати — триацилгліцерини     | З фосфатидових кислот після гідролітичного розщеплення фосфатної групи та наступного ацилірування (введення залишку кислоти -RCO) утворюються триацилгліцерини (жири), які зберігаються у цитоплазмі у вигляді крапель |